# Xã Jefferson, Quận Boone, Indiana
Xã Jefferson (tiếng Anh: Jefferson Township) là một xã thuộc quận Boone, tiểu bang Indiana, Hoa Kỳ. Năm 2010, dân số của xã này là 1.464 người.